# Parapenaeopsis gracillima
Parapenaeopsis gracillima är en kräftdjursart som beskrevs av Giuseppe Nobili 1903. Parapenaeopsis gracillima ingår i släktet Parapenaeopsis och familjen Penaeidae. Inga underarter finns listade i Catalogue of Life.